# ビワ
ビワ（枇杷、学名: Rhaphiolepis bibas; シノニム: Eriobotrya japonica）は、バラ科の常緑高木、および食用となるその実。
原産地は中国南西部。葉は濃い緑色で大きく、長い楕円形をしており、表面にはつやがあり、裏には産毛がある。初夏、その大きな葉陰に楽器の琵琶に似た形をした一口大の多くの甘い実がなり、黄橙色に熟す。
日本では四国、九州に帰化植物として自生する。環境省及び農林水産省が作成した生態系被害防止外来種リストでは、産業管理外来種に選定されている。
分子系統学的研究を経て、2020年上旬にEriobotrya属とシャリンバイ属（Rhaphiolepis）の区別が否定され、ビワも後者とされたが、この研究に懐疑的な見方も存在する（参照: #分類）。

## 名称
和名ビワの語源は、実の形が楽器の琵琶に似ているからとされる。中国語でも「枇杷」（拼音: pípá; 粤拼: pei4 paa4）と表記するほか、「蘆橘」（拼音: lú jú; 粤拼: lou4 gwat1）とも呼ばれ、英語の「loquat」は後者の広東語発音に由来する。

## 分類
ビワの学名には1821年発表の Eriobotrya japonica (Thunb.) Lindl. が用いられてきた。2020年、劉彬彬（中国科学院植物研究所および米国国立自然史博物館所属）等は染色体ゲノムや nrDNA の分析を経てビワ属（Eriobotrya）がシャリンバイ属（Rhaphiolepis）を含む側系統群であるという結果を得、これに形態的・地理的要素を加味しビワ属とシャリンバイ属とを統合するとした。ビワ属が1821年発表に対しシャリンバイ属は1820年発表で後者が優先されることとなり、それまでビワ属とされていた種を全てシャリンバイ属に移すとした。命名はこの研究チームのメンバーである劉彬彬と文軍（米国国立自然史博物館所属）が担当し、ビワに関しては Rhaphiolepis japonica が既に1841年シーボルトとヨーゼフ・ゲアハルト・ツッカリーニにより別種のために用いられており使用不可であるということで、ビワの英語名 loquat にちなんだ種小名を用いて Rhaphiolepis loquata B.B.Liu & J.Wen とした。しかしこの学名には問題があった。劉らは論文内でビワのシノニムとして1790年記載の Crataegus bibas Lour. も挙げていたが、その種小名 bibas は被りが無かったため、本来はこれを用いるべきであったのである。劉らの論文発表から3ヶ月後に組み替え名 Rhaphiolepis bibas を発表し上記の問題を解決したのは、共にミラノ市立自然史博物館所属でイタリアにとっての外来種の情報整理に携わっているガブリエーレ・ガラッソとエンリコ・バンフィであった。
一方でその後の研究では、Liu et al. (2020) とは異なる分子系統解析が得られたとしてビワ属とシャリンバイ属を統合すべきでないとしているものもある。

## 分布・生育地
中国南西部（重慶および湖北省）の原産で、日本には古代に持ち込まれたと考えられており、主に本州の関東地方・東海地方の沿岸、石川県以西の日本海側、四国、九州北部に自然分布する。またインドなどにも広がり、ビワを用いた様々な療法が生まれた。中国系移民がハワイに持ち込んだ他、日本からイスラエルやブラジルに広まった。トルコやレバノン、ギリシャ、イタリア南部、スペイン、フランス南部、アフリカ北部などでも栽培される。日本では江戸時代にビワの栽培が盛んになり、寺の僧侶が檀家の人々に中国から伝わったビワの葉療法を行ったため、寺にはビワの木が多いといわれている。千葉県以南の地域では、庭木として植えられているものもよく見られる。

## 植物学的特徴
常緑広葉樹の小高木で、高さは5 - 10メートル (m) ほどになる。枝葉は春・夏・秋と年に3度伸長する。若枝は、淡褐色の細かい毛に覆われている。
葉は互生し、葉柄は短い。葉の形は、長さ15 - 20センチメートル (cm) 前後の広倒披針形・長楕円形・狭倒卵形で先端は尖り、基部は次第に狭くなって葉柄に続いていく。葉身は厚くて堅く、表面が凸凹しており葉脈ごとに波打つ。葉縁には波状の鋸歯がある。葉の表面は初めは毛があるが、生育するにつれて毛はなくなり光沢が出てくる。葉の裏面は、淡褐色の綿毛に覆われたままである。
花芽は主に春枝の先端に着く。花芽は純正花芽。花期は晩秋から冬（11 - 2月）で、甘い芳香がある地味な白い5弁の花を群がりつける。花径は1 cmほどで、クリーム色を帯びた白い花弁は、茶色の短い軟毛が密に生えた萼片に包まれていて、開花のときは花弁を外側に出す。葯には毛が密に生えている。長期の花期に多量の花密を蓄え、甘い芳香を放って昆虫または小鳥が来るのを待ち、花粉の媒介が行なわれる。
自家受粉が可能で、果実ははじめ緑色で、初夏（5 - 6月）に黄橙色に熟す。果実は花托が肥厚した偽果で、直径3 - 4 cm、長さは6 cm前後の球形から卵形、広楕円形になり、全体が薄い産毛に覆われている。果実1個の重さは50グラム前後で、果皮は薄く、果肉は厚みがある。果実の中には大きな赤褐色の種子が数個あり、可食できる甘い果肉部分は全体の約3割ほどである。
長崎県、千葉県、鹿児島県などの温暖な地域での栽培が多いものの若干の耐寒性を持ち、寒冷地でも冬期の最低気温-10℃程度であれば生育・結実可能である。
- 果実の断面。中央に大きな褐色の種子が数個あり、可食部となる果肉部は3割ほどである。
- ビワの果実。形が楽器の琵琶に似る。甘い芳香があり、表面に産毛がある。
- 花と蕾。冬の間に新しい枝先に群がって咲く。
- 新緑のビワ

## 栽培
やや日陰にも耐え、気温が比較的暖かいところで生育する。土壌は砂壌土がよく、根は深く張る。果実を目的に栽培されるが、庭木などの植栽にもされ、葉が濃く茂るため目隠しとしたり、あるいは使い方によっては異国風の庭を演出することもできる。実生苗の結実には7 - 8年の歳月を要する。自家結実性のため、他品種を混植する必要はない。殖やし方は実生、接木であるが挿し木も可能。植栽適期は3月下旬、6 - 7月上旬、9中旬 - 10月中旬とされ、新植は可能だが移植することは不可である。剪定は3月下旬 - 4月、9月に行う。露地栽培の場合、摘房・摘蕾を10月、開花は11月〜2月、摘果を3月下旬〜4月上旬、袋かけを摘果と同時に行う。果実が大きくなるとモモチョッキリ（ゾウムシの仲間）の食害を受ける。
花の数が多く受粉率が高いことから、花蕾が出たら摘蕾や摘房を行わないと、果実がたくさんなりすぎて実が小さくなってしまう。食用目的で果実を育てるためには、さらなる摘果が必要となる。
品種
江戸時代末期に日本に導入され、明治時代から、茂木（もぎ）や田中などの果樹としての品種がいくつかあるが、栽培品種は少ない方で、この2品種で日本の生産量の95%を占める。現在ではその他に大房、瑞穂、クイーン長崎（福原）、白茂木、麗月、陽玉、涼風、長生早生、室戸早生、森尾早生、長崎早生、楠、なつたよりなど多くの品種がある。中国ビワとして冠玉や大五星などがある。2006年、種なしビワである希房が品種登録された。
古代に渡来して野生化した物と考えられる自生木もあるが、種が大きく果肉が薄いため果樹としての価値はほとんど無い。
産地
日本では全国でビワの実が2,890トン（２０２１年産、農林水産省統計）収穫され、長崎県、千葉県、和歌山県、香川県、愛媛県、鹿児島県など温暖な気候の土地で栽培されている。特に長崎県は、全国の3分の1近くを産する日本一の産地となっている。近年は食の多様化や種子を取り出すなど食べにくさに加え、農家の高齢化、寒波に弱く収穫が安定しないなどの問題もあり、収穫量は2003年は9,240トン、2008年は7,110トンあったものが、2021年には3000tを切り、減少傾向にある。近年ではビニールハウスによる促成栽培も行われている。
日本国内の主な産地
寒さに弱いため産地は温暖な地域に限られ、九州、四国、淡路島、和歌山、房総半島で栽培が盛ん。また、寒波の影響を受けやすいため、生産量が乱高下しやすい（2012年と2016年は凶作となっている）。
- 長崎県…生産量国内1位[15]。全国の3割を占める。新品種開発も盛んで「茂木」「長崎早生」の他に「長崎甘香」「涼風」「なつたより」などがある。長崎半島が主産地で、そのほか南島原市、西海市などにも産地がある[16]。
  - 長崎市…国内最大の産地で橘湾沿岸の茂木地区、三和地区などで栽培が盛ん。
- 千葉県…生産量国内2位。房州びわとして知られ、「田中」が主流であったが、近年は食味に優れる「大房」が7割弱を占める。南房総市のほか館山市でも栽培が行われている[17]。
  - 南房総市…富浦は皇室献上の歴史を持つ主産地。県産びわの大半を占める[17]。
- 香川県…生産量3位。産地は高松市、三豊市、善通寺市など[18]。
  - 高松市…全国に先駆けてハウスびわ栽培を行っている[19]。
  - 三豊市[20]
- 和歌山県…生産量4位。JAながみねに属する海南市藤白、同市下津町引尾と湯浅町田地区で大半を占める。古くからの産地で日本一にもなったことがあったが、みかん畑に転換され縮小。その後、みかんの価格下落に伴って再度びわ栽培を復活、再生させた経緯がある[21]。
  - 海南市…全国有数の産地で、下津びわとして全国に出荷を行っている[21]。
  - 湯浅町…田村みかんで知られる田村地区にて、田村びわとして出荷[22]。
- 鹿児島県…生産量5位。主産地に垂水市、鹿児島市桜島、指宿市のほか小規模ながら奄美大島など島嶼部でも栽培される[23]。桜島の降灰や鳥からの食害から守るため、果実は袋掛けされていることが多い[9]。
  - 垂水市
  - 鹿児島市

- 静岡県
  - 伊豆市…白びわと呼ばれる稀少品種の産地。甘く美味だが、酸化しやすいため、ビワ狩り観光客を含めた地元での消費が中心[要出典]。明治時代に静岡県令が中国・洞庭湖地方から持ち帰った白ビワの種を県内13ヵ所に植えたところ、順調に育ったのが土肥だけだったことが始まり[24]。伊勢湾台風の影響で産地は壊滅するが、昭和50年代に「土肥びわ研究会」の結成により、産地を復活させた経緯がある[25]。
- 三重県
  - 松阪市…島田びわの産地。無農薬栽培に取り組み、付加価値を付けて出荷販売をしている。[26]
- 兵庫県…淡路島が主産地で、北淡の野島地区と南淡の灘地区に産地がある。「田中」が主流であったが、食味に優れる他品種への転換が進んでいる。
  - 淡路市…野島地区が中心。野島轟木地区辺りに観光農園が多い。その一方で、轟びわとしてブランド販売もしている。[27]
  - 南あわじ市（旧南淡町）…灘びわとして知られるブランド産地。野島に対し、市場出荷中心[28]。
- 広島県
  - 東広島市[29]
- 愛媛県…産地に松山市、伊予市、宇和島市（平浦びわ）、八幡浜市など。
  - 松山市…興居島でビワ栽培が行われる[30]。
  - 伊予市…唐川びわとして知られるブランド産地[31]。
  - 室戸市…露地栽培としては全国で最も早い産地の一つで、黒耳（くろみ）びわを特産[32]。
- 福岡県
  - 岡垣町…高倉びわを特産[33]。
- 佐賀県
  - 多久市納所（のうそ）地区と小城市牛津地区が主産地[34]。地域名から佐城びわとも。
- 熊本県…かつては長崎を凌ぐ産地だったことがある[要出典]。ハウス栽培が盛ん。産地に天草市、苓北町など。
  - 天草市[35]
- 大分県…大分市が主産地[36]。
  - 大分市　…田ノ浦地区で盛んで、田ノ浦びわとしてブランド化[37]。

など

## 利用
果実は甘く、生食や缶詰にされる。茶色い種子は、生薬の杏仁の代用として利用される。果樹であるが、葉は薬用として重宝されてきており、ビワ茶にしたり浴湯料にする。種子や葉は毒性の高いアミグダリンを含む。

### 食用
ビワ果実の旬は5 - 6月とされ、果皮にハリがあるものがよく、全体に産毛とブルーム（白い粉）が残っているものは鮮度が高い。果肉は橙黄色で果汁が多く、糖度12 - 13度程度でさっぱりした甘さがあり、生食されるほかに缶詰・ジャム・シロップ煮などに加工されるが、中心にできる種子が大きく廃棄率が30%以上である。生食する場合の可食率は65 - 70%でバナナとほぼ同等である。食べるところが少ないという苦情に応えるかたちで、「たねなしビワ」も作出されている。ゼリーなどの菓子、ジャム等にも加工される。果実を保存するときは、常温の涼しい場所におき、日持ちしないため2 - 3日で食べきるようにする。
果実酒は、氷砂糖とホワイトリカーだけでも作れるが、ビワは酸味が非常に少ないので、果実のほかに皮むきレモンの輪切りを加えて漬け込むとよい。また、果肉を用いずにビワの種子のみを使ったビワ種酒は、杏仁に共通する芳香を持ち、通の間で好まれる。
果肉には体内でビタミンAに変換されるカロチノイド色素のβ-クリプトキサンチンや、ポリフェノールの1種であるクロロゲン酸も含まれている。

### 薬用

#### 漢方と民間療法
葉は枇杷葉（びわよう）、種子は枇杷核（びわかく）とよばれる生薬である。「大薬王樹」とよばれ、昔から咳止めなどの民間療薬やお茶として親しまれてもいる。なお、以下の利用方法・治療方法は特記しない場合、過去の歴史的な治療法であり、科学的に効果が証明されたものであることを示すものではない。
葉には収斂（しゅうれん）作用があるタンニンのほか、鎮咳（ちんがい）作用があるアミグダリンなどを多く含み、乾燥させてビワ茶とされる他、直接患部に貼るなど生薬として用いられる。葉の上にお灸を乗せる（温圧療法）とアミグダリンの鎮痛作用により神経痛に効果があるとされる。
枇杷葉は、9月上旬ごろに採取して葉の裏側の毛をブラシで取り除き、日干しにしたものである。この枇杷葉5 - 20グラムを600 ccの水で煮出した煮汁を、1日3回に分けて茶のように飲むと、咳、胃炎、悪心、嘔吐、下痢止めに効果があるとされる。また、あせもや湿疹には、煎じ汁の冷めたもので患部を洗うか、浴湯料として用いられる。江戸時代には、夏の暑気あたりを防止する枇杷葉湯に人気があったといわれており、葉に含まれるアミグダリンが分解して生じたベンズアルデヒドによって、清涼飲料的効果が生み出されるといわれている。
果実は咳、嘔吐、喉の渇きなどに対して効能を発揮する。ビワ酒は、食欲増進、疲労回復に効果があるといわれている。
種子は、5個ほど砕いたものを400 ccの水で煎じて服用すると、咳、吐血、鼻血に効果があるとされる。
ただし、アミグダリンは胃腸で分解されると猛毒である青酸を発生する。そのため、種子などアミグダリンが多く含まれる部位を経口摂取する際は、取り扱いを間違えると健康を害し、最悪の場合は命を落とす危険性がある。

#### 医学的知見
ビワの種子に含まれるアミグダリン(青酸配糖体)はサプリメントなどに配合され、俗に「がんに効く」などと言われているが、人を対象にした信頼性の高い研究でがんの治療や改善、延命に対して効果はなく、むしろ青酸中毒を引き起こす危険性があると報告されている。過去にアミグダリンをビタミンの一種とする主張があったが、生体の代謝に必須な栄養素ではなく欠乏することもないため、現在では否定されている。アメリカ食品医薬品局（FDA）は、癌治療に何の効果も示さない非常に毒性の高い製品であり、本来の医療を拒否したり開始が遅れることにより命が失われていると指摘し、アメリカでの販売を禁じている。
古くから葉や種子は生薬として使用されてきたが、これはアミグダリンを薬効成分としてごく少量使い、その毒性を上手に薬として利用したものである。薬効を期待して利用する場合は必ず医療従事者に相談し、自己判断での摂取は避けるようにする。
食薬区分においては、種子、樹皮、葉は「医薬品的効能効果を標ぼうしない限り医薬品と判断しない成分本質 (原材料) 」（非医薬品）にあたり、医薬品的な効能効果を表示することができない。ただし『明らか食品（医薬品に該当しないことが明らかに認識される食品）』であれば薬機法（旧薬事法）には違反しない。しかし「癌が治る」「血糖値が下がる」「血液を浄化する」といった誇大な医薬品的効果効能表示（店頭や説明会における口頭での説明も含む）を行うと、景品表示法や健康増進法の規制の対象となる
。
ビワを成分とした特定保健用食品（トクホ）は存在しないが、ビワ葉のカテキンを機能性関与成分としたビワの葉入り茶が、機能性表示食品として届けられている。機能性表示食品とは、国が審査は行わず、事業者が自らの責任において機能性の表示を行うものである。

### 安全性
ビワ、アンズ、ウメ、モモ、スモモ、アーモンドなどのバラ科サクラ属植物の種子 （種皮の内部にある胚と胚乳からなる仁）には、種を守るために青酸配糖体であるアミグダリンが多く含まれ、未熟な果実や葉、樹皮にも微量含まれる。
アミグダリン自体は無毒であるが、経口摂取する事で、同じく植物中に含まれる酵素エムルシンや、ヒトの腸内細菌が持つ酵素β-グルコシダーゼによって体内で分解され、シアン化水素（青酸）を発生させる。
シアン化水素はごく少量であれば安全に分解されるが、ある程度摂取すれば嘔吐、顔面紅潮、下痢、頭痛等の中毒症状を生じ、多量に摂取すれば意識混濁、昏睡などを生じ、死に至ることもある。
熟した果肉や加工品を通常量摂取する場合には、安全に食べることができる。
アミグダリンは果実の成熟に従い、植物中に含まれる酵素エムルシンによりシアン化水素（青酸）、ベンズアルデヒド（アーモンドや杏仁、ビワ酒に共通する芳香成分）、グルコースに分解されて消失する。この時に発生する青酸も揮散や分解で消失していく。また、加工によっても分解が促進される。
しかし、種子のアミグダリンは果肉に比べて高濃度であるため、成熟や加工によるアミグダリンの分解も果肉より時間がかかる。種子がアミグダリンをもつのは自分自身を守るためにあると考えられ、外的ショックを受けてキズが入った種子には1000 - 2000ppmという高濃度のシアン化水素を含むものもある。生の種子を粉末にした食品の中には、小さじ1杯程度の摂取量で安全に食べられるシアン化水素の量を超えるものある。2017年に高濃度のシアン化合物（アミグダリンやプルナシン）が含まれたビワの種子の粉末が発見されたことにより、厚生労働省は天然にシアン化合物を含有する食品と加工品について、10ppmを超えたものは食品衛生法第6条の違反とすることを通知した。欧州食品安全機関（EFSA）は、アミグダリンの急性参照用量(ARfD）（毎日摂取しても健康に悪影響を示さない量）を20μg/kg体重と設定している。
アミグダリンの最小致死量は50mg/kgであり、3gのサプリメント摂取による死亡報告がある。
2018年に国民生活センターは、ビワの葉と種子を原材料とした4銘柄の健康茶のシアン化合物濃度を測定し、種子を原材料とした3銘柄からは1パックにつきシアン化合物が160 - 660ppm検出された。商品に記載された方法で浸出したものは1.7 - 7.3ppmと健康に悪影響を示す量ではなかったが、飲用量や淹れ方によっては10ppmを超える可能性がある。結果を受け国民生活センターは、事業者へは品質管理の徹底を、行政機関には指導の徹底を要望した。
また消費者には、ビワの種子などを原材料にした健康食品等は、利用する必要性をよく考え、利用する場合は、製造者等により原材料や製品、摂取する状態でのシアン化合物の濃度が調べられているかを確認し、1度に多量に摂取しないようアドバイスをしている。
厚生労働省は、ビワやアンズなどの種子を利用したレシピの掲載についても注意喚起を行っている。家庭で生のビワやアンズの仁から杏仁豆腐を作ると、調理実験により数分煮るだけではシアン化物が全て除去されないことが報告されている。場合によっては1 - 2食分の杏仁豆腐でシアン化物の急性参照用量(ARfD)を超えることが考えられる。

### 木材
乾燥させると非常に硬い上に粘りが強く、昔から杖の材料として利用されていた。現在でも上記の薬用効果にあやかり、乾燥させて磨いた物を縁起物の「長寿杖」と称して利用されている。激しく打ち合わせても折れることがないことから、剣道・剣術用の高級な木刀として利用されている。

## 文化

### 文学
日本においては梅雨の頃に実がなるため、「枇杷」及び「枇杷の実」は仲夏（芒種〔6月6日頃〕から小暑の前日〔7月6日頃〕まで）の季語とされている。また冬には、枝先にやや黄色味を帯びた白い五弁の小花を咲かせる。目立たない花ではあるけれどもかぐわしい香りを持ち、「枇杷の花」や「花枇杷」あるいは「枇杷咲く」などは初冬（はつふゆ：立冬〔11月8日ごろ〕から大雪の前日12月7日ごろ〕まで）の季語となっている。

### ビワにまつわる言葉等
ビワは種子から育てて結実するまでに長い年月を要する果樹で知られ、「桃栗三年柿八年、枇杷（は早くて・の大馬鹿・馬鹿めが）十三年」などと言われている。
「ビワを庭に植えてはいけない」という格言については、ビワの木は広く根を張るので家が倒れるなど、いくつか言い伝えがある。
ビワの花言葉は、「温和」「あなたに打ち明ける」とされる。